# Wagner Tiso

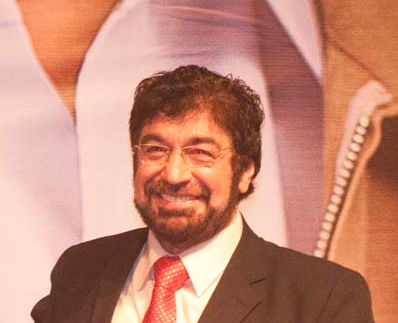
Wagner Tiso Veiga

Wagner Tiso Veiga (* 12. Dezember 1945 in Três Pontas) ist ein brasilianischer Jazzmusiker (Piano, Keyboards, Akkordeon, Arrangement) und Filmkomponist, der international auch als Sideman von Topacts der Música Popular Brasileira bekannt wurde.

## Leben und Wirken
Tiso ist als Pianist zunächst Autodidakt. Als Jugendlicher trat er gemeinsam mit Milton Nascimento auf, mit dem ihn seit damals eine Freundschaft verbindet. Von 1958 bis 1961 gehörte er zu den W's Boys. Dann zog er nach Belo Horizonte, wo er zwischen 1962 und 1964 zum Berimbau Trio gehörte. 1964 ging er nach Rio de Janeiro, wo er als Mitglied der Formation Sambacana seine ersten Aufnahmen einspielte. Auch arbeitete er in dieser Zeit als Pianist im Quartett von Edison Machado (1934–1990). Von 1965 bis 1967 gehörte er zum Ensemble von Paulo Moura, bei dem er arrangieren lernte. Dann begleitete er Cauby Peixoto und Marcos Valle. 1969 komponierte er die Filmmusik für Ruy Guerras Spielfilm Os Deuses. Ab 1969 begleitete er Milton Nascimento. Zwischen 1970 und 1974 gehörte er mit Robertinho Silva, Luiz Alves, Tavito, Laudir de Oliveira und Zé Rodrix zum Ensemble Som Imaginário, mit dem er international auftrat und mehrere von der Kritik hochgelobte Alben vorlegte. Daneben begleitete er Airto Moreira und Wayne Shorter (Native Dancer). Mit Flora Purim und Ron Carter trat er auf dem Montreux Jazz Festival 1974 auf. 1975 wurde er als „bester Arrangeur“ für Alben von Nascimento, Fafá de Belém und Gal Costa ausgezeichnet.
Nach weiteren Filmmusiken veröffentlichte Wagner-Tios 1978 sein erstes Soloalbum, das ihm eine weitere Auszeichnung einbrachte. Auch die nächsten Alben und weitere Kompositionen für den Film fanden große Beachtung in Brasilien. Daneben arrangierte er für Al Jarreau und Carlinhos Brown. Im Bereich des Jazz war er zwischen 1959 und 1999 an 51 Aufnahmen beteiligt, vor allem solchen von Milton Nascimento und Paulo Moura. 2012 kam es zur Wiedervereinigung von Wagner Tiso mit Luiz Alves, Robertinho Silva, Tavito und Nivaldo Ornelas als Som Imaginário, die ab 2013 mit dem Gitarristen Victor Biglione weitere Konzerte gaben.
Wagner-Tiso nahm auch mit Taiguara, Robertinho Silva, Luis Alves, Nivaldo Ornelas und Manhattan Transfer (Brazil) auf.

## Diskographische Hinweise
- Outras canções de cinema (2011)
- Samba e Jazz – Um século de música (2009)
- Da sanfona à Sinfônica – Wagner Tiso 40 anos de arranjos (2007)
- Um Som Imaginário (2006)
- Wagner Tiso & Victor Biglione Tocar (2003)
- Wagner Tiso & Zé Renato Memorial (2002)
- Tom Jobim Villa-Lobos (2000)
- Wagner Tiso & Rio Cello Ensemble Debussy e Fauré encontram Milton e Tiso (1999)
- A ostra e o vento – Trilha Sonora do Film (1997)
- Wagner Tiso & Paulo Moura Brasil Musical (1996)
- O livro de Jó (1993)
- Profissão Música (1992)
- Baobab (1990)
- Cine Brasil (1989)
- Nana Caymmi & Wagner Tiso Só louco (1989)
- Giselle – Coletânea (1986)
- Os pássaros (1985)
- Alceu Valença, Milton Nascimento & Wagner Tiso Brazil Night – Ao vivo em Montreux (1983)
- Ao vivo na Europa (1982)